# To New
《To New》是香港同人遊戲組ss-square創作的電腦遊戲，由ss-square成員sinaoka以前寫下的小說《留給這世上我最愛的人》改編。第一作《To New ~ towards your dream ~》於2007年5月1日面世，續作《To New ~ beyond your dream ~》預定於2008年發售。是香港罕見的同人美少女遊戲。

## 遊戲簡介
- 這是個「殘酷純愛」的故事，製作人員聲稱「沒有萌、沒有後宮、沒有熱血、沒有正義」的「由現實到夢幻真愛悲傷電子小說」[2][3]，是充滿灰暗感的「泣game」或「鬱game」[4]，《beyond》的壞結局更被製作人稱為「殘酷純愛的阿鼻地獄[5]」。
- 故事分為「in the realm of reality」、「in the realm of truth」、「in the realm of dream」三部分。《towards》收錄「reality」和「truth」序章，《beyond》收錄「truth」、「dream」。《towards》和《beyond》是兩個沒有關連的平行世界（但人物沒有太大差別）。
- 《想君：秋之回憶》和《真月譚月姬》影響本作甚深，《河原崎2》也影響了程式設計方面[5]。
- 遊戲背景是實境拍攝、2002年的香港，人物造型取香港風格，如旗袍校服。畫風不採用一般美少女遊戲的萌風格，因ss-square認為《To New》的故事比較現實，萌反而會顯得不自然[6]，然而卻受到一些批評[5]。
- 本遊戲包含著四條故事線和主角被隱藏的過去，與一般美少女遊戲不同，此遊戲的主題是「成長的悲哀」和人際關係，對往昔和回憶的感慨還有茫然。
- 因為本故事的主題為逝去的童年與回不到的過去，在遊戲過程中充處處是香港一代人的集體回憶。遊戲流露著濃厚的灰茫和憂鬱色彩，在殘酷的現實舞台下開始幾段香港青年的戀愛。

## 製作歷史
2004年初夏sinaoka和Salance兩人構思要製作《To New》，於同年8月正式在日本京都成立同人組織「ss-square」。經過三年製作，在2007年4月開始運作官方網站，同年5月1日正式發售發一作《To New ~towards your dream~ 》和發佈免費試玩版《To New Sign Version》。

## 登場人物
章梓梧
一個普通的上班族，英文名「Ryan」，剛在社會工作了一年，在公共屋村長大。因交通意外入住醫院，但失去了入院原因和前一天的事的記憶。
葉可晴
英文名「Erica」，梓梧的小學同學和兒時玩伴，個性像個大姐。和梓梧十年來極少聯絡，重遇後，總會露出哀傷和憐惜的表情。
謝婉欣
英文名「Lillian」，歐陽禮的妹妹，和梓梧住同一大廈，性格羞怯。
何真顏
英文名「Chris」，梓梧的中學同學，被他戲稱為「真色」。性格活潑開朗，像個男生，喜歡籃球和玩《拳皇》。第三年重考大學。
楊韻茹
英文名「Francis」，在梓梧住院時照顧他護士，梓梧出院後仍十分關心他。
陳子謙
英文名「Gray」，梓梧的兒時玩伴，性格輕浮，但最近似乎漸漸改變。
歐陽禮
英文名「Steven」，梓梧的兒時玩伴，沉默寡言，但一說話總是一針見血。
謎般背影的女子
在《To New ~ 》官方網站下載頁中出現於壁紙上，而在遊戲中亦曾兩度出現，不期然的勾起梓梧深藏的回憶。

## 工作人員
- sinaoka：原作、編劇、美工、網頁、流程設計
- Salance：原畫、程序、動畫、音樂、音效

## 音樂
- 片頭曲「Clair de Lune」（原作：克勞德·德布西）
- 插入曲「Nocturne in E flat major Op.9 No.2」（原作：弗雷德里克·蕭邦）
- 片尾曲（原作：TAM Music Factory）

### 背景音樂、音效
- 背景音樂和音效取自以下幾個日本同人音樂網站，並得到准許：
  - TAM Music Factory
  - http://www.zero-matter.com/（页面存档备份，存于）
  - WEB WAVE LIB